# Атлантический центр современного искусства
Атлантический центр современного искусства (исп. Centro Atlántico de Arte Moderno, сокр. CAAM) — главный музей современного искусства на Канарских островах (Испания). Он расположен в районе Вегета в городе Лас-Пальмас-де-Гран-Канария.

## Описание
Принцип культурной политики музея заключается в концепции «трёхконтинетальности», основанной на том, что современная канарская культура базируется на 3 великих культурах: латиноамериканской, африканской и европейской. Таким образом, большая часть коллекций музея пополняется исходя из этой концепции. Кроме того, la Biblioteca Centro de Documentación, с почти 57.000 томов специализированной литературы по искусству, имеет обширную коллекцию, посвящённую исключительно латиноамериканской и африканской культурам.

### Здание музея
Фасад здания XVIII века контрастирует с интерьером, оформленным в современном стиле по проекту архитекторов Франсиско Хавьером Саэнс де Оиза и Мартина Чириона.

### История музея
Атлантический центр современного искусства открылся 4 декабря 1989 года, первоначально основываясь на коллекции из фондов школы Лухана Переса, переданной правительством острова Гран-Канарии. Стратегию пополнения коллекции центра разработало объединение художников Группы Эль-Пасо. С 2000 по 2004 год коллекция музея пополнилось на 2.000 экспонатов. В настоящий момент на постоянную экспозицию выставлены 2 600 предметов искусства.